# Hofordnung
Hofordnungen waren Regelwerke, die das tägliche Geschehen 'bei Hofe', das heißt in einer Burg oder der Residenz eines Adeligen regelten.

## Historisch
Hofordnungen lassen sich in zwei Bereiche einteilen: 
1. ökonomische Regeln
• Einkauf und Bevorratung mit Verbrauchsgütern (Lebensmittel, Kleidung etc.) 
• Bewirtung (Speiseplan für die verschiedenen am Hof lebenden Personengruppen)
2. Verhaltensregeln
• Verhalten zwischen Gruppen und Personen

Die Hofordnung wurde meist von einem 'Haushofmeister' überwacht, dessen Position einem Verwaltungsspezialist für Hauswirtschaft am nächsten kommt. 
Dieser hatte nicht nur für die Einhaltung der Regeln zu sorgen, sondern war auch für die Buchführung zuständig. 
Neben den rein ökonomischen Aspekten waren Hofordnungen gleichzeitig ein disziplinarischer Kodex von für alle am Hof lebenden Personen verpflichtenden Regeln, die ein konfliktfreies Zusammenleben ermöglichen sollten.
Bei Verstößen gegen die Hofordnung war es üblich, den Täter dem Herrn des Hofes vorzuführen. 
Mit zunehmender Komplexität des Zusammenlebens verschiedener Personengruppen mit verschiedenen Rechten und Pflichten wurde die Hofordnung immer mehr zu einem Regelwerk, das vor allem das Zeremoniell bestimmte: wer wann vor wem wie seine Achtung zu erweisen hatte, wie er sich kleidete etc.
Hofordnungen wurden zwar meistens schriftlich fixiert, aber bei Bedarf auch abgeändert, neben Texten mit einer Vielzahl von Durchstreichungen und Abänderungen sind auch solche aus 'einem Guss' erhalten.

## Weiterentwicklungen der Hofordnung
War die Hofordnung anfangs primär auf die haushalterischen Bereiche eines Hofes beschränkt und meist von der Landesverwaltung abgetrennt, so wurde mit der Hofordnung des römisch-deutschen Königs und späteren Kaisers Maximilians I. vom 13. Dezember 1497 ein Reichshofrat instituiert, der als Gericht und Schiedsinstanz fungierte.

## Hofordnungen in der Gegenwart
Der haushalterische Aspekt ist heutzutage ganz dem 'Regeln des täglichen Zusammenlebens' gewichen. Aus der Hofordnung hat sich die Haus- und Hofordnung entwickelt, die insbesondere dort zum Einsatz kommt, wo viele Unbekannte auf engem Raum zusammenkommen, z. B. Schulen, Jugendherbergen, Parks und vieles mehr. 
Ihre extreme Ausprägung ist die 'Hausordnung' in Mietshäusern, die nur noch sehr begrenzt haushalterliche Tätigkeiten (Flurputzen, Laubfegen, Schneeräumen) regelt, dafür aber umso bestimmter das Zusammenleben (Ruhezeiten, Aushängen von Wäsche, Kinderspiele im Haushof). Die Stelle des Adeligen übernimmt dann entweder direkt der Vermieter, oder, in erster Instanz, eine Versammlung der Mieter. Der 'Blockwart' ist gesellschaftsgeschichtlich betrachtet nichts anderes als eine moderne Version eines Hofmeisters.